# The History of... (Part.1) (The Collected Hits '85-'93)
The History Of... (Part.1) (The collected hits '85-'93) è una raccolta di vecchi brani della Oi! band Klasse Kriminale.

## Tracce
1. Oi! Fatti una risata
2. Politicanti
3. Goal!
4. Nulla
5. Lungo il fiume
6. I ragazzi sono innocenti
7. Cow Punk Simphony Part. 1
8. Noi non moriremo mai
9. Ci incontreremo ancora un giorno
10. Faccia a faccia
11. In piedi sulle rovine
12. Oi! Siamo tu ed io vincenti
13. Stasera tocca a te
14. Agente speciale
15. Costruito in Italia (Live)
16. If the Kids Are United!